# Pilnica (rejon stołpecki)
Pilnica (biał. Пільніца, Pilnica; ros. Пильница, Pilnica) – wieś na Białorusi, w obwodzie mińskim, w rejonie stołpeckim, w sielsowiecie Naliboki.

## Warunki naturalne
Wieś położona jest na obrzeżach Puszczy Nalibockiej, nad Usą.

## Historia
W XIX i w początkach XX w. położona była w Rosji, w guberni wileńskiej, w powiecie oszmiańskim, w gminie Naliboki. Stanowiła wówczas siedzibę okręgu wiejskiego.
W dwudziestoleciu międzywojennym leżała w Polsce, w województwie nowogródzkim, w powiecie stołpeckim, w gminie Naliboki. W 1921 miejscowość liczyła 286 mieszkańców, zamieszkałych w 42 budynkach, wyłącznie Polaków. 284 mieszkańców było wyznania rzymskokatolickiego i 2 prawosławnego.
W czasie II wojny światowej 5 mieszkańców miejscowości dołączyło do Zgrupowania Stołpeckiego Armii Krajowej.
Po II wojnie światowej w granicach Związku Sowieckiego. Od 1991 w niepodległej Białorusi.

## Ludzie związani z miejscowością
- Stefan Czerniawski (ur. w 1922 w Pilnicy) – żołnierz Zgrupowania Stołpeckiego Armii Krajowej, powstaniec warszawski[4]